# Oton Iveković
Oton Iveković ( 17 de abril de 1869 -  4 de julho de 1939 ) foi um dos principais pintores croatas. Ele se formou na Academia de Belas Artes de Viena.  Ivekovic em grande parte, preocupou-se com temas históricos, bem como alguns temas religiosos. Muitas de suas pinturas continuam a ser umas das principais representações da história da Croácia.

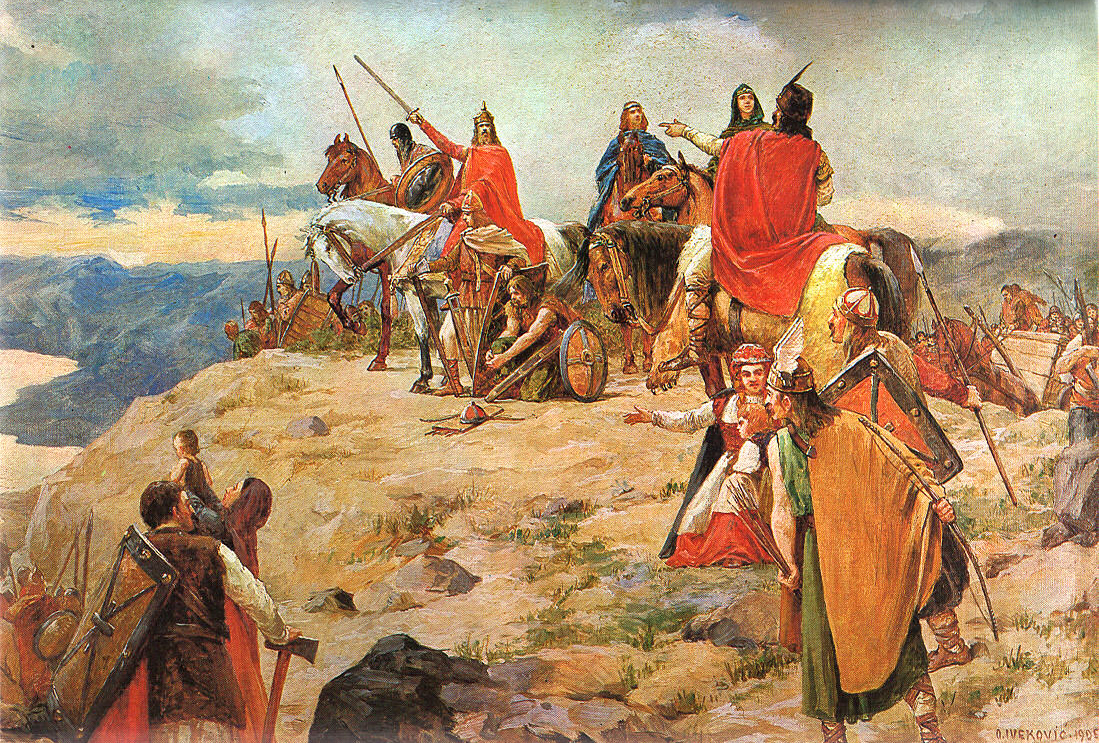
Pintura de Oton Iveković do Quadro "A chegada dos croatas no Mar Adriático".

## Vida de Oton Iveković
Oton Ivekovic nasceu no dia 17 de abril de 1869 em Klanjec, onde terminou o ensino fundamental. Ele cursou o ensino médio por três anos e meio em Zagreb. Mais tarde, se formou na Academia de Belas Artes de Viena, na Áustria, mas antes disso, como sua família não tinha condições de bancar os estudos do jovem fora da Croácia, ele começou a aprender sobre artes com Ferdo Quiquerez, um pintor croata com descendência francesa.

### Visita aos Estados Unidos
Em 1910 o artista foi aos Estados Unidos para trabalhar na paróquia croata da Igreja Católica Romana de São João Batista, na cidade de Kansas, onde pintou mais de 15 cenas bíblicas nos tetos e paredes do local. Após a conclusão do trabalho, ele percorreu a parte oeste do território americano. Oton publicou esses trechos em um relato de suas viagens em 1911.

### A guerra
Depois do estopim da Primeira Guerra Mundial, Iveković foi ao fronte de batalha ser correspondente da guerra. Entre junho de 1915, até Setembro de 1918, ele esteve em campos de batalha em Sochi, na Rússia e em confrontos na Sérvia.
Depois da guerra, ele vendeu sua casa velha na Rua Jurjevska em Zagreb, e comprou o castelo de Veliki Tabor, em péssimas condições, o que demandou um trabalho de manutenção a Oton Iveković. Sua família viveu no palácio até 1935, antes de ser vendido em 1938.
Oton passou seu último ano de vida vivendo com seu irmão Albin em Klanjec, sua cidade Natal. Foi no mesmo lugar onde Iveković faleceu, no dia 4 de Julho de 1939.

## Pinturas

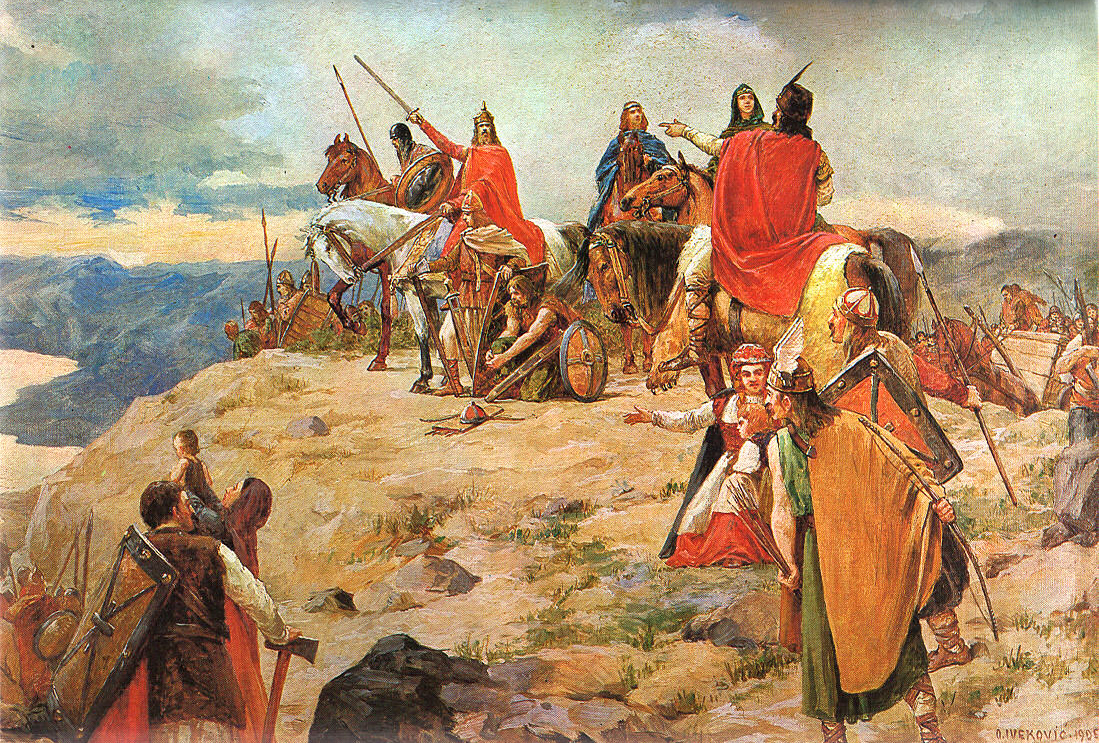
A chegada dos croatas no Mar Adriático
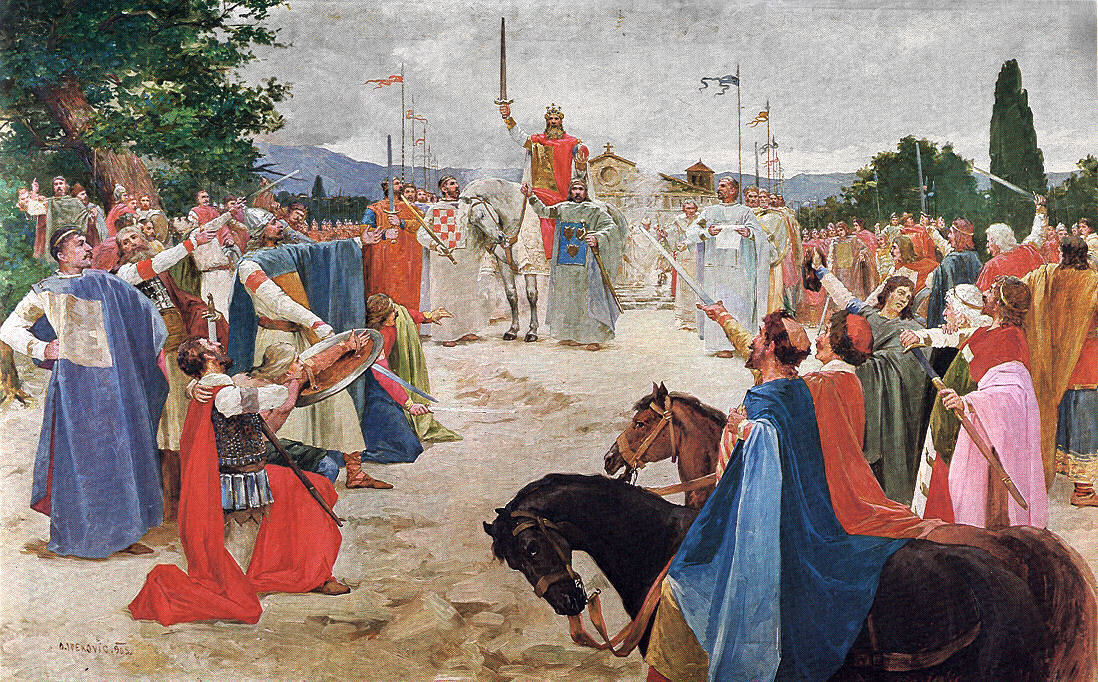
Coroação do Rei Tomislav
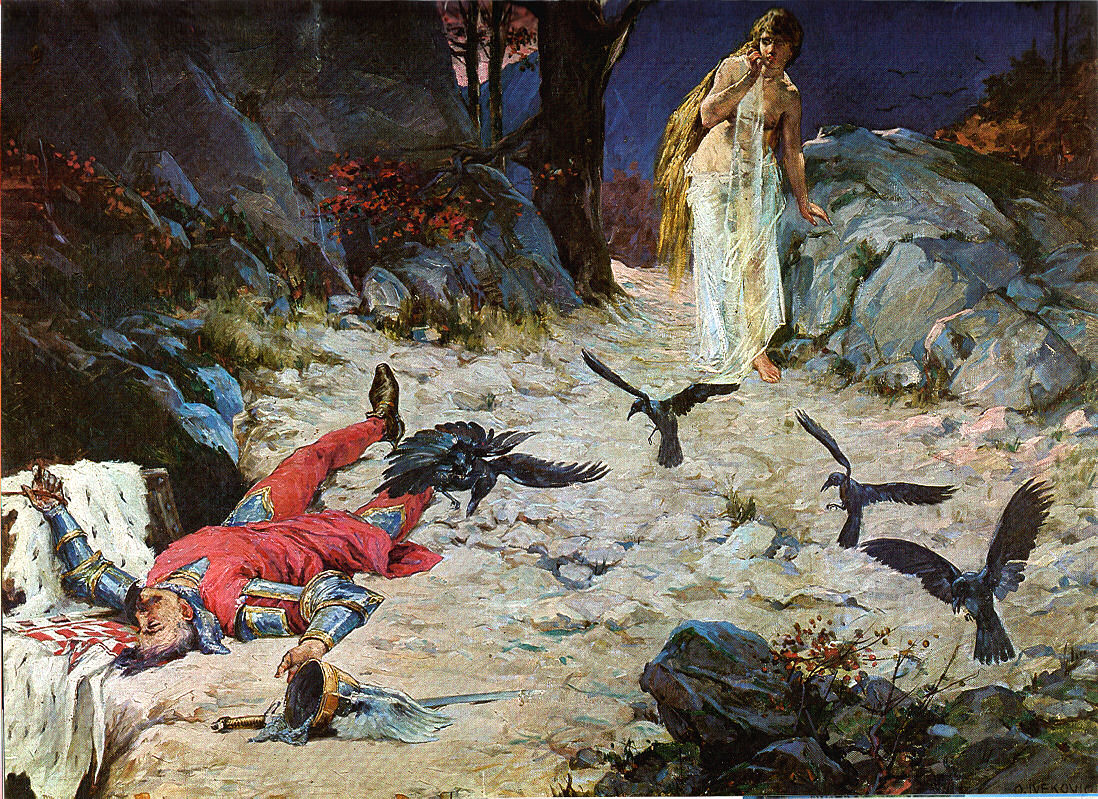
Morte do Rei Petar Svačić
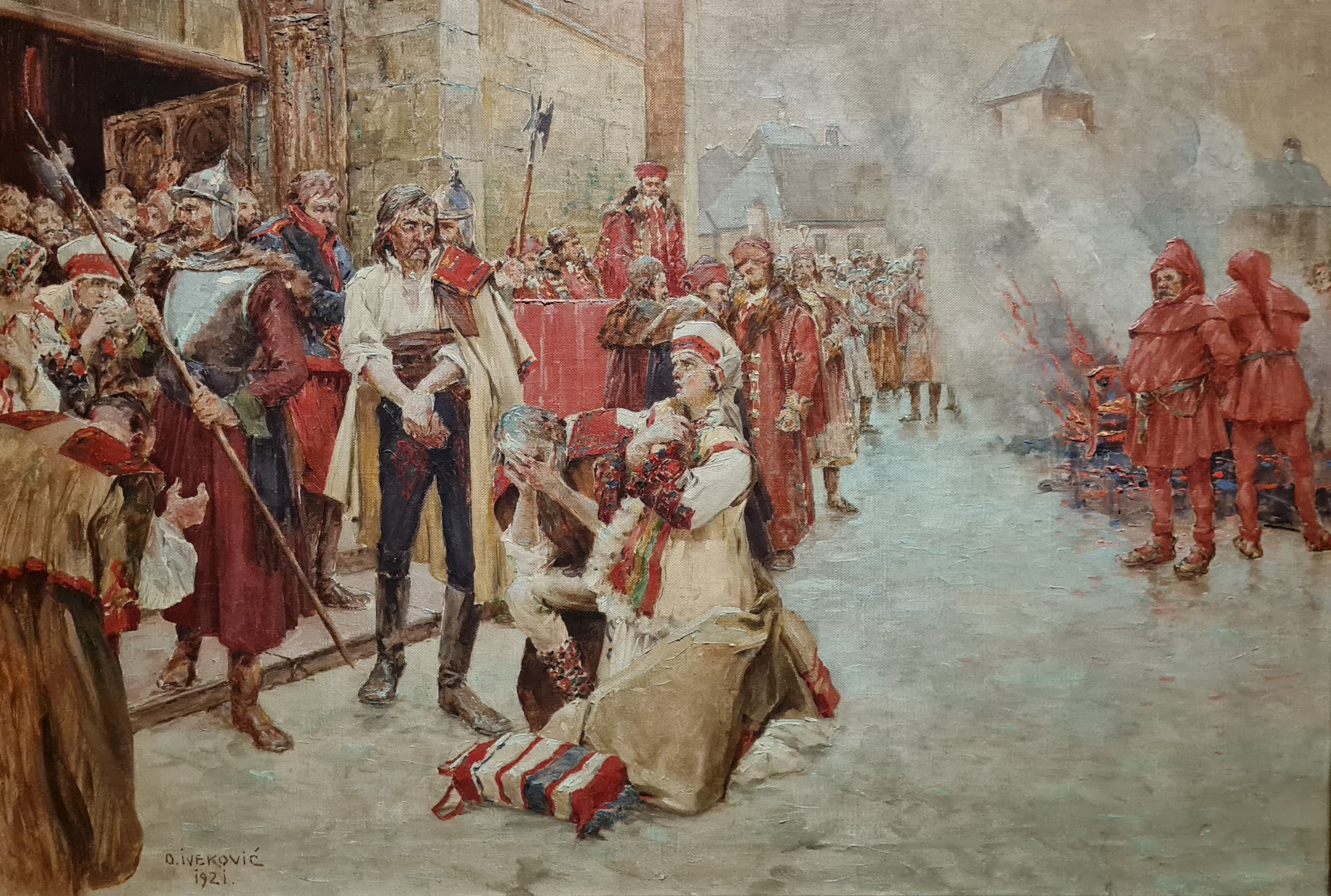
Execução de Matija Gubec
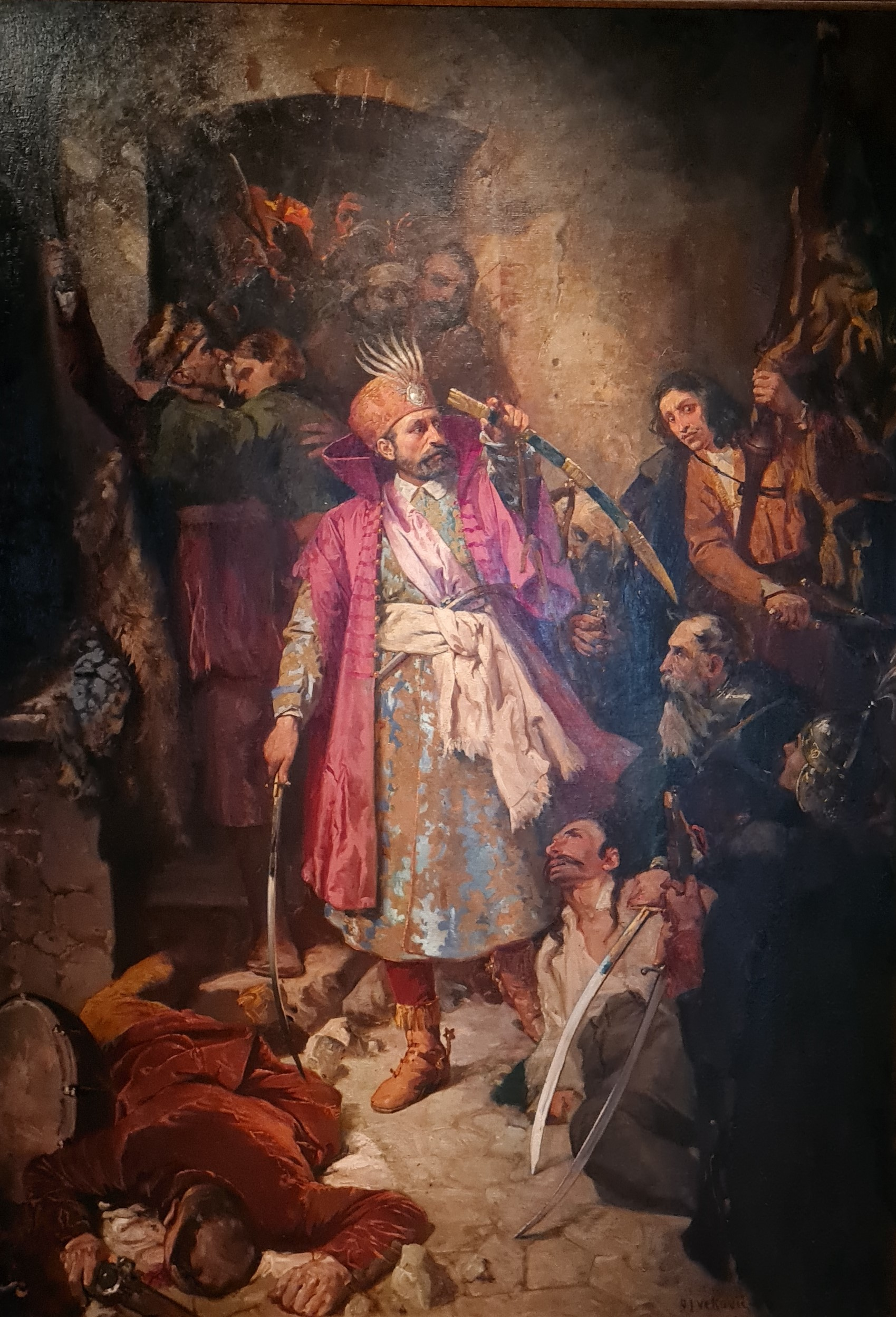
Nikola Šubić Zrinski
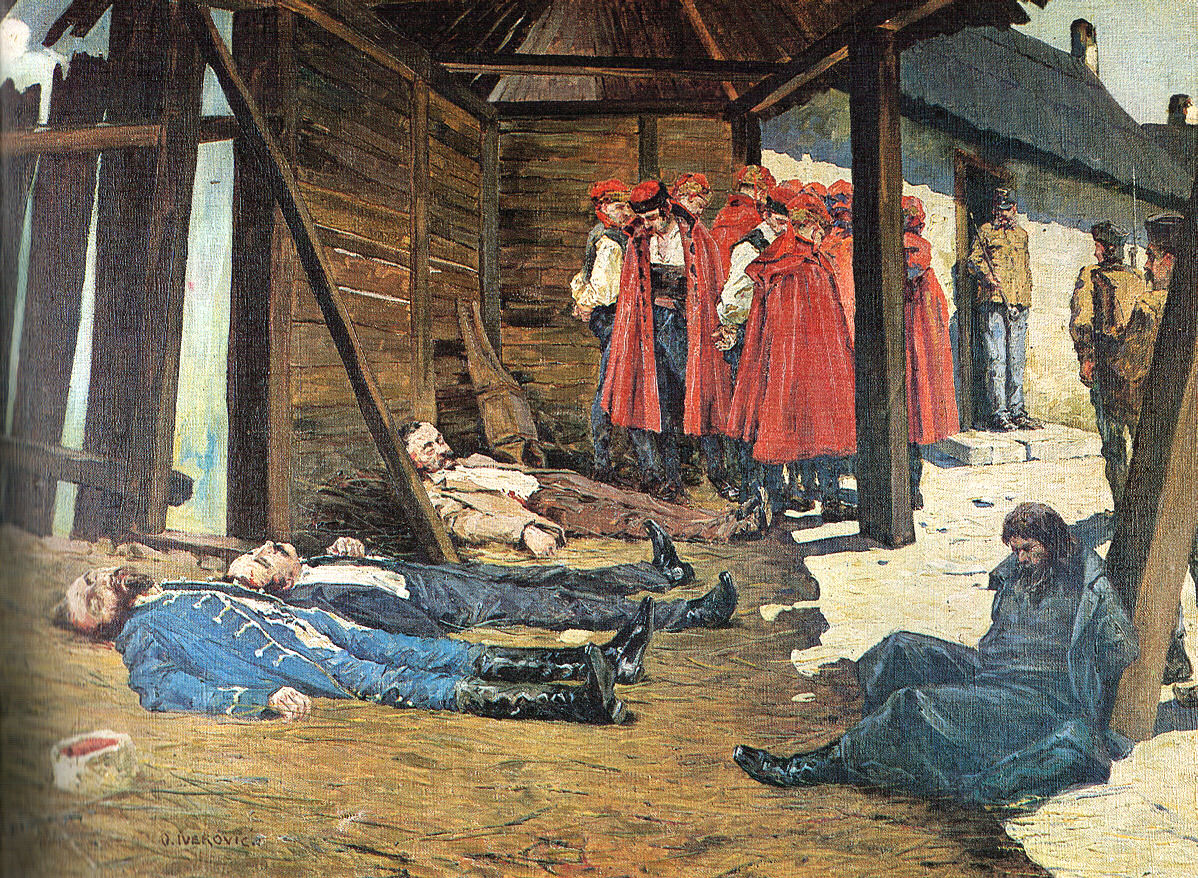
Massacre da Rakovica (Morte de Eugn Kvaternik)